# Индустријска зона (Лече)
Индустријска зона (итал. Zona Industriale) је насеље у Италији у округу Лече, региону Апулија.
Према процени из 2011. у насељу је живело 85 становника. Насеље се налази на надморској висини од 7 м.